# Lope K. Santos
Lope K. Santos (25 septembrie, 1879 – 1 mai, 1963) a fost un avocat, politician și scriitor de limbă tagalog din Filipine. Este considerat ca fiind părintele gramaticii și limbii naționale a Filipinelor.